# Гркињска керамика
Гркињска керамика је широка палета грнчарских производа израђених од глине, у различитим величинама и облицима (плитки, дубоки судови), чија производња је настала и има дугу традицију на ширем простору сала Гркиња, у општини Гаџин Хан у Нишавском округу. Углавном су то практични и лепи судови складних форми са ниским и равним дном, често прстенасто украшеним наоколо. Поједини судови имају високе, наглашене стопе и складно обликоване вратове, грлиће и сискове. Украшени су урезима, зарезима, дугмастим, тачкастим и барељефним апликацијама, розетама и скулптуралним представама. Постоје и антропоморфни и зооморфни предмети израђени у облику људских фигура, животиња, риба. Ови предмети, осим материјалне, попримили су и велику уметничку, нематеријалну културну вредност, што сврстава овај занат гркињских керамичара у старе уметничке занате.

## Историја
За разлику од луксузне грчке и римске керамике, која је одувек привлачила пажњу колекционара разноврсношћу облика и лепотом декорације, Гркињска керамика, почетком 20. века постала је један од елемената етноархеолошких истраживања због своје лепоте и разноврсности боја. Дуго је требало етнолозима да запостављану и доста касно прихваћену керамику као озбиљан етнолошки налаз ставе у своја истраживања. Исту судбину имала је кухињска керамика у целини, без обзира на епоху којој је припадала, јер није поседовала визуелну атрактивност, иако се то за Гркињску керамику не може рећи. 
Грнчарски занат у селу Гркиња је врло стар занат, јер према расположивим подацима, датира још из
доба под Оманлијама. Пошто је грнчарско посуђе било основно посуђе за потребе домаћинства и газдинства у Заплањским селима,  масовно је изграђивано а било је врло разноврсно. 
Сво посуђе било је од земље у и изарђивало се прво у оквиру кућне радиности а касније и у оквиру грнчарских радионица. У оквиру кућне радиности могли су се изграђивати само црепуље, јер су лонце, односно грнчарске производе могли су изграђивати само грнчари. Зато је, после ослобођења од Турака грнчарски занат у Гркињи цветао, јер је Гркиња снабдевала грнчаријом не само Заплањска села већ и
много шире подручје Србије.
На развој грнчарства у Гркињи утицала је и природа сировине грнчарске земља (глина), која је у Доњем Заплању и шире била најквалитетнија, па су се њом снабдевали и нишки грнчари. Грнчарска земља из Гркиње била је одличног квалитета, јер се лепо обликовала, а посуђе приликом печења није пуцало. 
Нажалост традиционалној занатска делатност у Гркињи није могла да прерасте у ширу индустријску делатност, једним делом због традиционалности, а другим делом због јачање индустрије емајлираног посуђа, керамике и пластике – што је логично и неминовно довело до истискивања грнчарских производа из употребе и тиме до напуштања грнчарства, на многим просторима Србије па и у Гркињи.

## Основне карактеристике неких облика Гркињске керамике
Основне карактеристика гркињске керамике  је њена оригиналност која се огледају у: 
- формама које се не производе у другим крајевима,
- шарама за украшавање, у којима преовладавају биљни, антропоморфни и зооморфни орнаменти,
- примени светлије боје и
- великој заступљеност енгобираних предмета.[2]

Иако гркињска керамика има доста сличности са пиротском, срећемо и неке производе који се разликују од пиротских по форми, детаљима израде, начину осликавања предмета, а постоје и посуде које су специфичне само за подручје Гркиње јер их не израђују пиротски грнчари. Међу тим производима назначајнији су:
- Неглеђосане тестије зване „коларе” — са две бочно постављене ручке и са једним већим сиском између њих на кога су причвршћене.
- Бочно угнуте по трбуху тестије зване „шокаре“ — са малим вертикалним вратом и једним великим округлим развраћеним или левкастим отвором на кога је прилепљена лучна дршка. Ова керамика  користила се приликом рада у пољу, јер дуго одржава исту температуру воде.
- Гркињско грне — које с разликује од пиротског јер је бокастије и има нижи врат од пиротског и шири отвор.[3]
- Гркињска тестија „кркуша“ — која има прстенасто проширење на великом сиску - отвору за пуњење, који при испијању воде ствара звук кркљања воде, по чему је ова вста тестија и добила име.
- Оканице – „окице“ — прелепе посуде за вино у форми бокала, са лучном ручицом, бело-жуто глеђосане, са византијскоплавим меандрима око трбуха и округлом ободу. Оне се могу сматрати оригиналним гркињским производом.
- Велики кондири за грејану ракију —  коришћени о свадбама, у ритуалу при одласку младе по воду, до извора и назад и свекрвиног чашћавања, ако је млада невина и другим свечаностима. Богато су украшени дугмастим апликама и оригиналност су гркињских грнчара.[4]